# Banque nationale du Kazakhstan
La Banque nationale du Kazakhstan (en kazakh: Қазақстан Ұлттық Банкі, Qazaqstan Ulttıq Banki ; en russe: Национальный банк Республики Казахстан) est la banque centrale du Kazakhstan.

## Histoire
La banque a été créée sur la base de la Banque républicaine kazakhe de la Banque d'État de l'URSS (depuis 1990, la Banque d'État de la RSS du Kazakhstan ; depuis 1991, la Banque nationale d'État de la RSS du Kazakhstan).
Le 13 avril 1993, conformément à la Loi sur la Banque nationale de la République du Kazakhstan, la Banque nationale de la RSS du Kazakhstan a été rebaptisée Banque nationale de la République du Kazakhstan.
Le 30 mars 1995, la nouvelle Loi n° 2155 du 30 mars 1995 sur la Banque nationale de la République du Kazakhstan a été promulguée.
Le 15 novembre 1999, la Banque nationale du Kazakhstan est devenue le fondateur et l'unique actionnaire du Fonds d'assurance des dépôts du Kazakhstan (« FDIC »).

## Gouverneurs de la banque
| Rang | Nom                | Mandat           |
| ---- | ------------------ | ---------------- |
| 1er  | Ghalym Bainasarov  | (1992 - 1993)    |
| 2e   | Daulet Sembaev     | (1993 - 1996)    |
| 3e   | Oraz Jandosov      | (1996 - 1998)    |
| 4e   | Kadyrzhan Damitov  | (1998 - 1999)    |
| 5e   | Grigori Martchenko | (1999 - 2004)    |
| 6e   | Anvar Saidenov     | (2004 - 2009)    |
| 7e   | Grigori Martchenko | (2009 - 2013)    |
| 8e   | Kairat Kelimbetov  | (2013 - 2015)    |
| 9e   | Daniyar Akishev    | (2015 - 2019)    |
| 10e  | Erbolat Dosaev     | (2019 - 2022)    |
| 11e  | Galymzhan Pirmatov | (2022 - 2023)    |
| 12e  | Timur Suleimenov   | (2023 - présent) |